# Kupovi Kraljevine Jugoslavije u nogometu
Uz državno prvenstvo i Kup kralja Aleksandra nacionalno kup-natjecanje za klubove u Kraljevini Jugoslaviji je odigrano nekoliko puta u organizaciji Jugoslavenskog nogometnog saveza, podsaveza ili samih klubova.

## Pobjednici i finalisti
| sezona    | naziv kupa                           | mj. završnice     | pobjednik           | rez. završnice | drugoplasirani   | napomene |
| --------- | ------------------------------------ | ----------------- | ------------------- | -------------- | ---------------- | --- |
| 1923.     | Kup Jugoslavenskog nogometnog saveza | Zagreb            | HAŠK Zagreb         | 2:0            | Concordia Zagreb | |
| 1930.     | Savezni kup JNS-a                    | Sarajevo Subotica | SAND Subotica       | 2:2 2:1        | SAŠK Sarajevo    | završnica odigrana u travnju 1930.                                                                                 |
| 1934.     | Kup Sedmorice                        |                   | BSK Beograd         | liga           | Hajduk Split     | igrano kao liga od sedam klubova također pod nazivima Jugokup i Takmičenje za zajednički pehar B.L.P.-a i Z.N.P.-a |
| 1936.     | Jugokup                              | Zagreb Beograd    | Jugoslavija Beograd | 1:2 4:0        | Građanski Zagreb | također i pod nazivom Jugoslavenski kup                                                                            |
| 1937./38. | Zimski jugo-kup                      | Zagreb Beograd    | Građanski Zagreb    | 4:1 2:2        | BSK Beograd      | |
| 1938./39. | Zimski jugo-kup                      | Beograd           | Jugoslavija Beograd | 5:1 0:0        | Slavija Sarajevo | završnica odigrana u siječnju 1940. obje utakmice završnice igrane u Beogradu                                      |